# ناتاشا ماریسون
ناتاشا ماریسون (انگلیسی: Natasha Morrison؛ زادهٔ ۱۷ نوامبر ۱۹۹۲) دونده زن اهل جامائیکا است.
وی در مسابقات کشوری و بین‌المللی در مجموع برندهٔ ۳ مدال طلا، ۱ مدال نقره، ۱ مدال برنز شده‌است.